# Eosembia laotica
Eosembia laotica är en insektsart som beskrevs av Ross 2007. Eosembia laotica ingår i släktet Eosembia och familjen Oligotomidae.
Artens utbredningsområde är Laos. Inga underarter finns listade i Catalogue of Life.